# Krzysztof Logan Tomaszewski
Krzysztof Logan Tomaszewski, właśc. Krzysztof Bohdan Tomaszewski (ur. 18 grudnia 1944 w Piotrkowie Trybunalskim) – polski pisarz, reporter, tekściarz (m.in. autor utworów: „Już nie ma dzikich plaż”, „Ekstaza”, „Zapach kobiety”), autor scenariuszy filmowych i programów telewizyjnych. 
Jest synem dziennikarza i komentatora sportowego Bohdana Tomaszewskiego (1921-2015) i Zofii z domu Leszczyńskiej duo voto Minkiewicz (1924-2014), przyrodnim bratem Tomasza Tomaszewskiego, a także wnukiem Aleksandra Leszczyńskiego i prawnukiem (ze strony matki) Zofii Rabcewicz.
Ukończył studia na Wydziale Realizacji TV i Filmowej. Pracował w III Programie Polskiego Radia jako reporter, prowadząc audycje społeczno-obyczajowe. W 1986, po awarii elektrowni w Czarnobylu, wyemigrował do Rzymu, gdzie napisał swój hit wydawniczy o przeżyciach emigranta Zawsze możesz powrócić. W 1991 wrócił do Polski. W 2002 wydał książkę Zawodowiec – opowieść o ojcu, dziennikarzu sportowym Bohdanie Tomaszewskim.
Od lutego 2013 publikował artykuły w tygodniku „W Sieci”.
Ze swoją drugą żoną, Elżbietą, ma córkę Karolinę. Mieszka w Konstancinie-Jeziornie.